# Branca de Gonta Colaço
Branca Eva de Gonta Syder Ribeiro Colaço (Lisboa, 8 de juliol del 1880 - Lisboa, 22 de març del 1945), més coneguda com a Branca de Gonta Colaço, fou una escriptora i rapsoda portuguesa, erudita i poliglota, coneguda més com a poeta, dramaturga i conferenciant, que fou condecorada amb l'Orde Militar de Sant Jaume de l'Espasa. Era filla de la poeta anglesa Ann Charlotte Syder i del polític i escriptor portuguès Tomás Ribeiro. Es casà amb Jorge Rey Colaço, ceramista de renom, i publicà la seua obra amb el nom de Branca de Gonta Colaço.

## Biografia

### Naixement i família
Branca Eva de Gonta Syder Ribeiro Colaço nasqué a Lisboa el 8 de juliol del 1880. El sobrenom Gonta, present en molts dels seus escrits, no era un cognom familiar, sinó un derivat de Parada de Gonta, a Tondela, el poble on havia nascut son pare.
La seua família era de les més influents en l'activitat intel·lectual portuguesa d'aquell moment, i durant la seua joventut va conviure amb noms destacats de la política, les lletres i les arts, com ara Maria Amália Vaz de Carvalho, António Cândido Gonçalves Crespo, Camilo Castelo Branco, amic íntim del seu pare, Maria Archer, Aura Abranches o la família Bordalo Pinheiro.

### Matrimoni
Amb 18 anys, es casà amb el pintor i ceramista Jorge Rey Colaço, fill del diplomàtic José Daniel Colaço i parent del pianista i compositor Alexandre Rey Colaço, i adoptà el nom de Branca de Gonta Colaço. Tingueren quatre fills: l'advocat, dramaturg i escriptor Tomás Ribeiro Colaço (1899 - 1965), l'escultora Ana de Gonta Colaço (1903 - 1954) i l'escriptora Maria Cristina Raymunda de Gonta Colaço de Aguiar (1905 - 1996), i una primera filla que va morir poc després de nàixer el 1902.

### Carrera literària
Es va iniciar com a poeta, col·laborant intensament al llarg de la seua vida amb publicacions periòdiques, sobretot de Lisboa: escrigué poemes per als diaris O Dia, de José Augusto Moreira d'Almeida, O Thalassa (1913 - 1915), un periòdic humorístic dirigit pel marit, O Ocidental (1878 - 1909) i la revista Alma Feminina (1917 - 1919), dirigida per l'activista feminista i editora Maria Clara Correia Alves, a més d'altres revistes com ara A Arte Musical (1898 - 1915), ABC: revista portuguesa (1920 - 1932), Serões (1901 - 1911), Ilustração Portugueza (1903 - 1924), el Brasil-Portugal (1899 - 1914) i Ilustraçâo (1926 - 1939).
Amb fluïdesa en altres idiomes, Branca de Gonta escrigué poemes en anglés, i va traduir obres en anglés al portugués.
També fou conferenciant i rapsoda en recitals de poesia a mitjan dècada del 1910, després d'ingressar a l'Institut Vasco da Gama, creat pel seu pare. L'Acadèmia de Ciències de Lisboa, el 1918, per iniciativa seua, feu un homenatge a l'escriptora Maria Amália Vaz de Carvalho.
Branca de Gonta abastà gèneres com el teatre i la crònica, i proporcionà un valuós retrat de les elits socials i intel·lectuals portugueses de llavors.

### Feminisme
D'ideologia monàrquica, Branca de Gonta Colaço mai fou republicana. Creia, però, que les dones havien de tenir un paper més actiu en la societat portuguesa i el lliure accés a l'educació. Milità en el Consell Nacional de Dones Portugueses, una organització feminista que promovia la igualtat de gènere el 1914, any de la fundació. Treballar intensament al costat de l'activista republicana i feminista Adelaide Cabete. Va presidir també les seccions de Pau durant anys (1928 - 1934) i Art (1936 - 1937), al costat de les activistes Beatriz Arnut, Sara Beirão, Eduarda Lapa, Angelica Porto, Maria Lamas, Aurora Teixeira de Castro i Abigail Cruz de Paiva.

### Mort
Branca morí a Lisboa el 22 de març de 1945, als 64 anys.

## Reconeixements
Amb obra a Portugal, Brasil, França i l'estat espanyol, Branca de Gonta fou distingida per societats científiques i literàries portugueses i estrangeres, guardonada pel Govern de Portugal el 5 d'octubre del 1931 amb el grau d'Oficial de l'Orde de Santiago de l'Espasa.
El 1949, quatre anys després de la mort, l'Ajuntament de Lisboa li reté homenatge donant el seu nom a un carrer proper a l'Avinguda da Igreja, a Alvalade. El seu nom també s'incorporà a la toponímia de diversos indrets dels municipis d'Almada, Sesimbra, Cascais i Tondela, concretament a Parada de Gonta, lloc d'origen de la seua família paterna.

## Obra
Branca de Gonta deixà un voluminós llegat literari, prou dispers en publicacions periòdiques, i fou autora, entre moltes altres obres, de:
- Cartes de Camillo Castello Branco a Thomaz Ribeiro, amb prefaci de Branca de Gonta Colaço, Portugal, Lisboa, 1922; obra republicada per la Municipalitat de Tondela, 2001;[23]
- Memórias de la Marqueza de Rio Maior, compilat per Branca de Gonta Colaço, Associació António Maria Pereira, Lisboa, 1930;
- Memórias da linha de Cascais, en coautoria amb Maria Archer (1899-1982), col·laboració d'António Maria Pereira, Lisboa, 1943; reeditat pel Municipi d'Oeiras, 1999 (ISBN 972-637-066-3);[24]
- Ecos do atentado (poemes) en Brasil-Portugal, núm. 219, Lisboa, 1908;
- Sua Altesa o Príncipe Real (poema dedicat a la memòria de Luis Felip de Bragança), Brasil-Portugal, núm. 219, Lisboa, 1908;
- Memórias da Marquesa de Rio Maior: Bemposta – Subserra, pref. Maria Filomena Mónica, Associació António Maria Pereira, Lisboa, 2005 (ISBN 972-8645-25-2);[25]
- Matinas, 1907 (poesia);
- Canções do Meio Dia, 1912 (poesia);[26]
- Siesta Time, 1918 (poesia);[27]
- Last Songs, 1926 (poesia);[28]
- Auto dos faroleiros, 1921 (teatre, representada en el Teatre Nacional);[29]
- Comédia da Vida (teatre, en col·laboració amb Aura Abranches);
- Porque sim… (teatre);
- Poetas de Ontem, conferència en la seu de la Lliga Naval, el 22 de maig del 1914;[30]
- À Margem das Crónicas, 1917 (prosa);[31]
- Últimas Canções, 1926;
- Abençoada a Hora em que Nasci (publicat pòstumament), Associació António Maria Pereira, Lisboa, 1945.